# Mistrzostwa Świata IBSF 2023
Mistrzostwa Świata IBSF 2023 – 66. edycja mistrzostw świata w bobslejach i skeletonie, rozegrana w dniach 22 stycznia – 5 lutego 2023 w szwajcarskim Sankt Moritz. Ich organizatorem była IBSF. Podczas zawodów rozegrano łącznie osiem konkurencji. Po raz pierwszy rozdano medale w rywalizacji parabobslei. Areną zmagań był tor bobslejowy Olympia Bob Run.

## Medaliści i medalistki
Bobsleje
| Konkurencja      | Złoto                                                                             | Rezultat | Srebro | Rezultat | Brąz                                                | Rezultat      |
| Dwójki kobiet    | Niemcy · Kim Kalicki · Leonie Fiebig                                              | 4:32,86  | Niemcy · Lisa Buckwitz · Kira Lipperheide | 4:32,91  | Stany Zjednoczone · Kaillie Humphries · Kaysha Love | 4:33,37       |
| Dwójki mężczyzn  | Niemcy · Johannes Lochner · Georg Fleischhauer                                    | 4:21,84  | Niemcy · Francesco Friedrich · Alexander Schüller | 4:22,33  | Szwajcaria · Michael Vogt · Sandro Michel           | 4:22,34       |
| Czwórki mężczyzn | Niemcy · Francesco Friedrich · Thorsten Margis · Candy Bauer · Alexander Schüller | 4:19,61  | Wielka Brytania · Brad Hall · Arran Gulliver · Taylor Lawrence · Greg Cackett · Łotwa · Emils Cipulis · Edgars Nemme · Davis Springis · Matīss Miknis | 4:20,30  | Nie przyznano                                       | Nie przyznano |
| Monoboby kobiet  | Laura Nolte                                                                       | 4:44,85  | Kaillie Humphries | 4:45,25  | Lisa Buckwitz                                       | 4:45,57       |
| Parabobsleje     | Hermann Ellmauer                                                                  | 4:53,62  | Artūrs Klots | 4:53,70  | Christopher Stewart                                 | 4:53,90       |

Skeleton
| Konkurencja      | Złoto                                          | Rezultat | Srebro                                     | Rezultat | Brąz                                              | Rezultat |
| Kobiety          | Susanne Kreher                                 | 4:33,57  | Kimberley Bos                              | 4:33,58  | Mirela Rahneva                                    | 4:34,41  |
| Mężczyźni        | Matt Weston                                    | 4:28,71  | Amedeo Bagnis                              | 4:30,50  | Jung Seung-gi                                     | 4:31,17  |
| Drużyny mieszane | Niemcy · Susanne Kreher · Christopher Grotheer | 2:24,91  | Wielka Brytania · Laura Deas · Matt Weston | 2:25,04  | Wielka Brytania · Brogan Crowley · Craig Thompson | 2:25,32  |

## Klasyfikacja medalowa
Pogrubieniem i kolorem oznaczono kraj będący gospodarzem mistrzostw ( Szwajcaria):
| Lp.    | Kraj              | Złoto | Srebro | Brąz | Razem |
| 1.     | Niemcy            | 6     | 2      | 1    | 9     |
| 2.     | Wielka Brytania   | 1     | 2      | 1    | 4     |
| 3.     | Austria           | 1     | 0      | 0    | 1     |
| 4.     | Łotwa             | 0     | 2      | 0    | 2     |
| 5.     | Stany Zjednoczone | 0     | 1      | 1    | 2     |
| 6.     | Holandia          | 0     | 1      | 0    | 1     |
| 6.     | Włochy            | 0     | 1      | 0    | 1     |
| 8.     | Szwajcaria        | 0     | 0      | 2    | 2     |
| 9.     | Kanada            | 0     | 0      | 1    | 1     |
| 9.     | Korea Południowa  | 0     | 0      | 1    | 1     |
| Ogółem | Ogółem            | 8     | 9      | 7    | 24    |